# Абд ар-Рахман I
Абд ар-Рахман I, (араб. عبد الرحمن الداخل, нар.731 чи 734 — пом.30 вересня 788) — емір Андалусії. Засновник династії кордовських (іспанських) Омеядів, прадід Абд ар-Рахмана II.

## Біографія
Походив з курайшитського роду бену-омея. Після повалення династії сирійських (дамаських) Омеядів 750 року втік до Північної Африки, рятуючись від переслідувань Аббасидів. 755 року (за іншими даними  — 756) прибув до Андалусії і, вміло скориставшись боротьбою кайситських, кельбітських та берберських племен між собою, захопив 756 року Севілью та Кордову. У Кордові був проголошений еміром Андалусії. Отримав прізвисько ад-Дахіль (Прибулець).

## Правління
Абд ар-Рахман І вольовий та енергійний правитель прагнув хоча б частково централізувати управління і підпорядкувати собі військо, що складалося з племінних ополчень.
Для правління Абд ар-Рахмана І характерне придушення повстань племен, а також війни з християнами північної Іспанії. Скориставшись труднощами кордовського еміра в Іспанії, до Септиманії вдерся франкський король Піпін Короткий, який протягом 756—759 років підкорив міста Нім, Нарбонн, Каркассон, Безью. В результаті мусульмани втратили усю Септиманію й доступ до долини Рони.